# サウロペルタ
サウロペルタ（Sauropelta、英語式発音/ˌsɔrɵˈpɛltə/）は、ノドサウルス科の属の一つ。白亜紀初期の北アメリカ大陸に生息した恐竜である。名前の意味はギリシア語で"sauros"（トカゲ）＋"pelte"（盾）。複数の種が存在したようだが、名前の付いている種はS. edwardsorum のみである。ノドサウルス類としては中型で、体長は5メートルほどと見積もられている。骨質の鎧で体が覆われており、頚部から巨大なトゲが突き出していることが特徴である（名前はその特徴に由来している）。化石はアメリカ合衆国のワイオミング州とモンタナ州から（おそらくユタ州でも）発見されている。

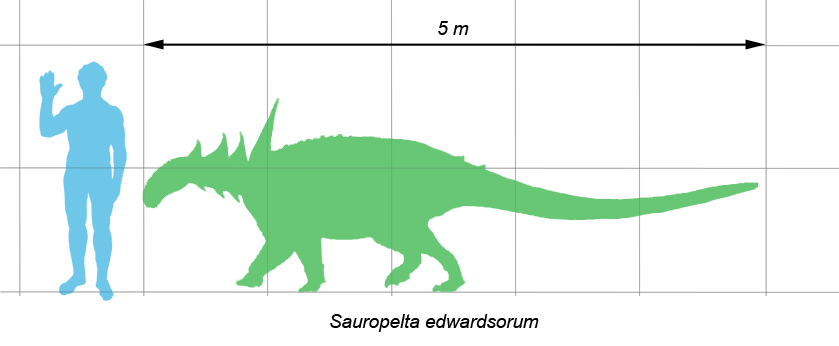
ヒトとサウロペルタの比較

正基準標本（AMNH 3036）は高名な「恐竜ハンター」にして古生物学者のバーナム・ブラウンにより、モンタナ州中南部のクロウ族保護居留地で採集されたものである。ブラウンの標本は、かつて発掘されたノドサウルス類の骨格としては最も保存状態が良く欠損の少ないものの一つである（2007年現在、アメリカ自然史博物館に展示されている）。現在、2つの種が報告されている。第一が、模式種のS. edwardsorum （Ostrom, 1970） 。第二が、ユタ州で発掘された未記載の種（Vickaryous et al. 2004）である。
サウロペルタは、体長5メートル、頭骨の幅35センチメートルと見積もられている。唯一知られている頭骨では、嘴の部分が失われている。そのため頭骨の正確な長さは不明である。骨質の鎧はこのタクソンにはありふれた形質であり、そこからの類推で復元図の作成は容易になった。Vickaryous et al. （2004） では、サウロペルタはおそらく40以上の椎骨からなる長い尾を有していたであろうと述べられている。

## 参考資料
- Ostrom, J. H. 1970. Stratigraphy and paleontology of the Cloverly Formation (Lower Cretaceous) of the Bighorn Basin area, Wyoming and Montana. Peabody Museum Bulletin 35:1-234
- Vickaryous, Maryanska, and Weishampel 2004. Chapter Seventeen: Ankylosauria. in The Dinosauria (2nd edition), Weishampel, D. B., Dodson, P., and Osmólska, H., editors. University of California Press.